# Francisco Antonio Ibarra
Francisco Antonio Ibarra († Santiago del Estero, 25 de septiembre de 1840) fue un militar, hermano de Juan Felipe Ibarra, primer gobernador de la Provincia de Santiago del Estero. Participó activamente en las guerras civiles argentinas, liderando las fuerzas federales en su provincia.

## Reseña biográfica
Francisco Antonio Ibarra nació en Villa Matará, actual provincia de Santiago del Estero. Fue hijo del estanciero y militar santiagueño Felipe Matías Ibarra y Argañarás, comandante de la frontera del río Salado, y de María Andrea Antonia de Paz y Figueroa Luna, sobrina de la beata María Antonia de Paz y Figueroa. Tuvo tres hermanos: Juan Felipe (primer gobernador de Santiago del Estero), Águeda (madre de Manuel y Antonino Taboada, futuros caudillos santiagueños) y Evangelista.
Durante el gobierno de su hermano Juan Felipe, alcanzó el grado de coronel de las milicias provinciales. Cuando las fuerzas unitarias invadieron Santiago del Estero en 1830, lideró la resistencia federal y realizó reiterados ataques contra el general unitario Román Deheza, quien se había proclamado gobernador. Luego de muchas escaramuzas y ataques de montoneras federales, Deheza se retiró de Santiago del Estero con sus fuerzas militares y los federales retomaron el poder en abril de 1831. En febrero de 1832, Juan Felipe Ibarra asumió nuevamente como gobernador de Santiago del Estero.

### Asesinato
El 25 de septiembre de 1840 estalló en Santiago del Estero una revolución contra el gobierno de Ibarra. Su hermano Francisco Antonio se dirigió hacia el lugar donde había tenido inicio la sublevación, con el fin de que depusieran su actitud. Sin embargo, fue muerto a lanzazos por los revolucionarios. Juan Felipe, temiendo por su vida, huyó hacia el Salado con algunos seguidores. Allí juntó 200 hombres y realizó el contraataque, recuperando el poder el 28 de septiembre.
En venganza por la muerte de su hermano, por quien sentía un afecto entrañable, Ibarra fue implacable en la persecución física y económica de los revolucionarios, a quienes infligió terribles castigos de prisión, destierros, torturas y ejecuciones.

## Matrimonio y descendencia
Francisco Antonio Ibarra se casó con María Teresa de Jesús González. Tuvieron como hijas a Gabina (soltera), Manuel (casado con Polonia Gallo), Petronila (casada con Olano Iramaín), Cruz Ignacio, Mónica (casada con Alejo Erguy) y Evarista Ibarra González (casada con Luis Salvatierra).